# Ар'єплуг (комуна)
Комуна Ар'єплуг (швед. Arjeplogs kommun) — адміністративно-територіальна одиниця місцевого самоврядування, що розташована в лені Норрботтен у північній Швеції. З північного заходу проходить норвезько-шведський кордон.
Ар'єплуг 4-а за величиною території комуна Швеції. Адміністративний центр комуни — місто Ар'єплуг.

## Населення
Населення становить 3 069 чоловік (станом на вересень 2012 року). 
| Кількість населення комуни Ар'єплуг за 1970-2010 роки | Кількість населення комуни Ар'єплуг за 1970-2010 роки | Кількість населення комуни Ар'єплуг за 1970-2010 роки | Кількість населення комуни Ар'єплуг за 1970-2010 роки | Кількість населення комуни Ар'єплуг за 1970-2010 роки |
| ----------------------------------------------------- | ----------------------------------------------------- | ----------------------------------------------------- | ----------------------------------------------------- | ----------------------------------------------------- |
| Рік                                                   |                                                       |                                                       | Населення                                             |                                                       |
| 1970                                                  | 1970                                                  |                                                       | 4 379                                                 | 4 379                                                 |
| 1975                                                  | 1975                                                  |                                                       | 4 192                                                 | 4 192                                                 |
| 1980                                                  | 1980                                                  |                                                       | 4 041                                                 | 4 041                                                 |
| 1985                                                  | 1985                                                  |                                                       | 3 927                                                 | 3 927                                                 |
| 1990                                                  | 1990                                                  |                                                       | 3 753                                                 | 3 753                                                 |
| 1995                                                  | 1995                                                  |                                                       | 3 697                                                 | 3 697                                                 |
| 2000                                                  | 2000                                                  |                                                       | 3 384                                                 | 3 384                                                 |
| 2005                                                  | 2005                                                  |                                                       | 3 159                                                 | 3 159                                                 |
| 2010                                                  | 2010                                                  |                                                       | 3 161                                                 | 3 161                                                 |
| Джерело: SCB                                          |                                                       |                                                       |                                                       |                                                       |

## Населені пункти
Комуні підпорядковано 1 міське поселення (tätort) та 2 сільські:
- Ар'єплуг (Arjeplog)
- Лайсвалль (Laisvall)
- Слаґнес (Slagnäs)

## Міста побратими
Комуна підтримує побратимські контакти з такими муніципалітетами:
- Умба, Росія

## Галерея

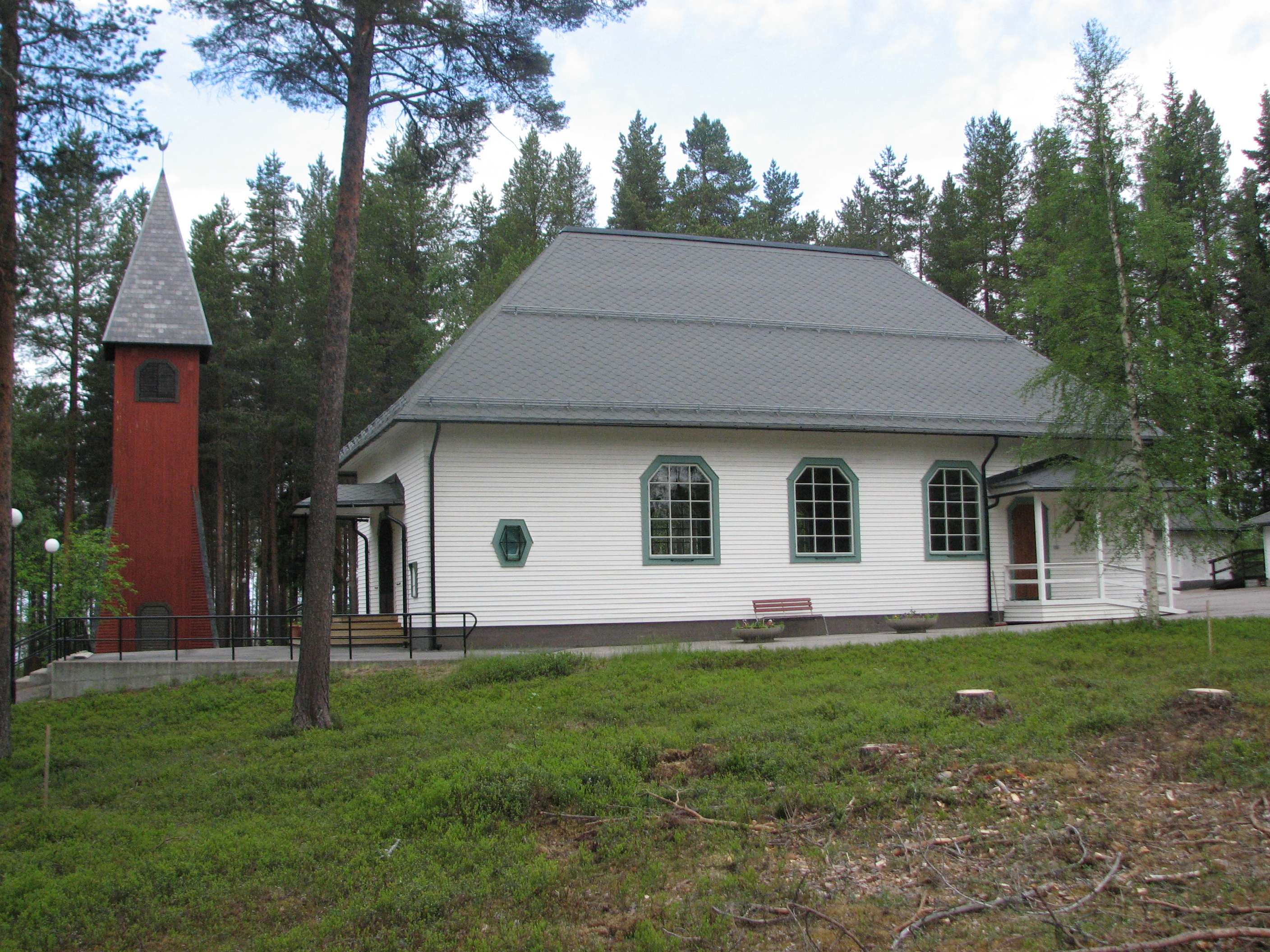
Церква (Слаґнес)
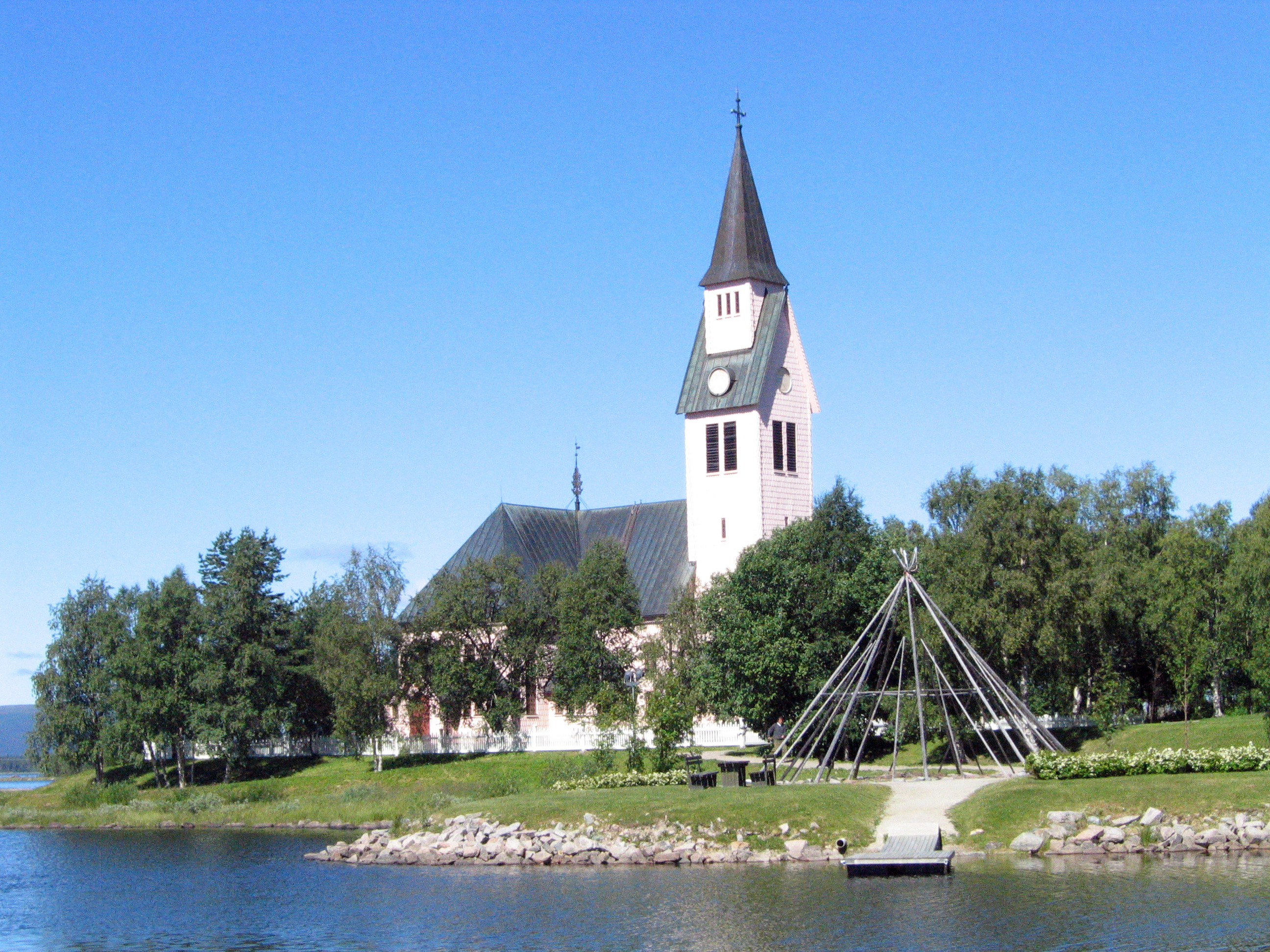
Церква (Ар'єплуг)
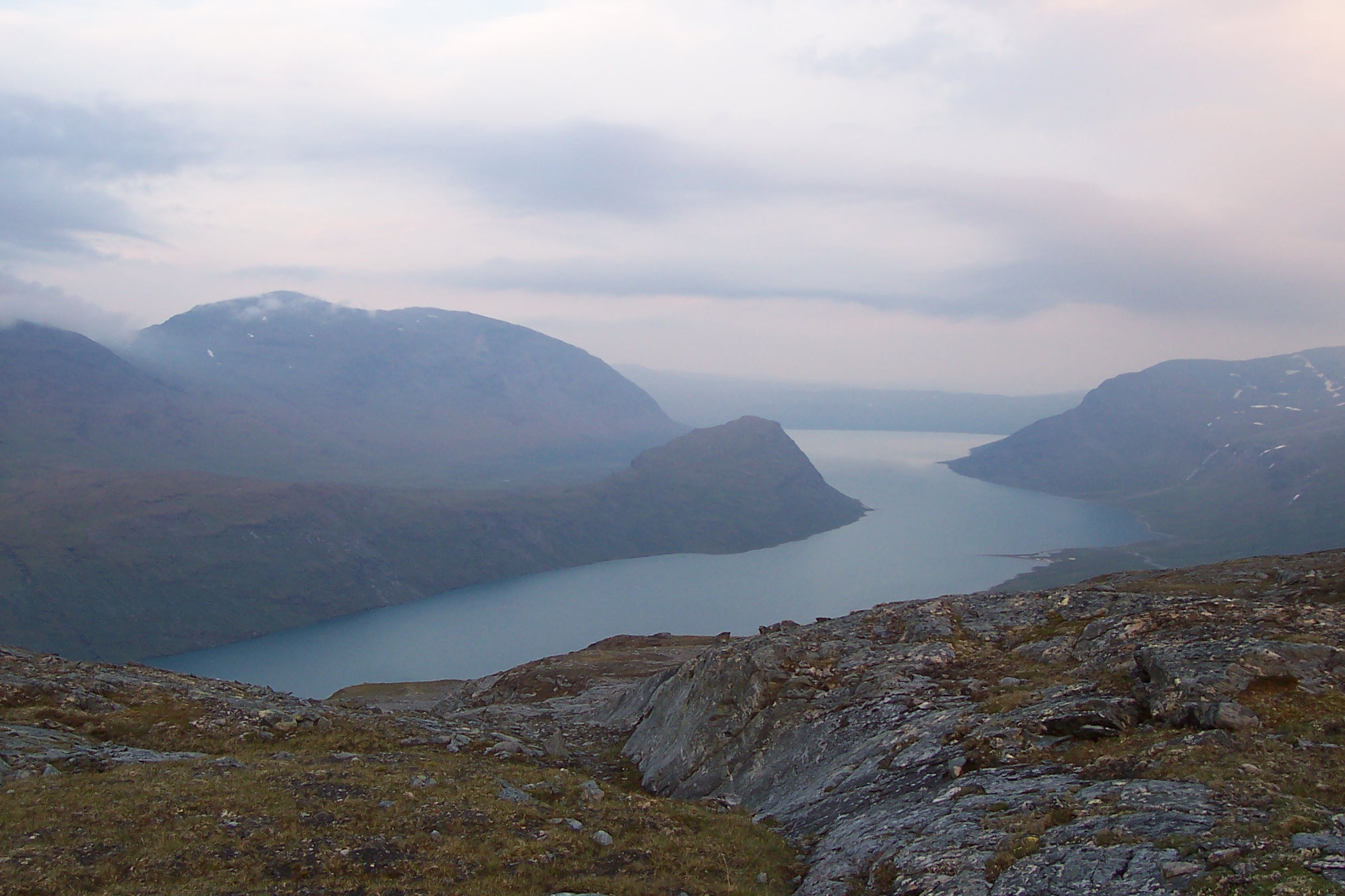
Озеро Ікес'яуре. Краєвиди Лапландії

## Виноски
1. ↑  https://archive.is/20160111040957/http://www.arjeplognytt.se/nyheter/albert-tillbaka-som-politiker/
2. ↑  https://www.vk.se/2015-07-28/bengt-urban-fransson-ar-dod
3. 1 2  https://norran.se/nyheter/arjeplog/artikel/arjeplogs-kommunalrad-avgar-dags-att-nagon-annan-tar-over/4r1g1oxr
4. 1 2  https://www.arjeplognytt.se/2019/09/24/britta-flinkfeldt-lamnar-kommunalradsposten/
5. ↑  https://www.svt.se/nyheter/lokalt/norrbotten/isak-utsi-s-nytt-kommunalrad-i-arjeplog
6. ↑  Folkmangd i riket, lan och kommuner (шв.) . Центральне бюро статистики Швеції. Архів оригіналу за 20 серпня 2013. Процитовано 13 лютого 2013.